# Хаскін Віктор Миколайович
Ві́ктор Микола́йович Ха́скін (1907  — невідомо ) — український радянський діяч, прикордонник, військовослужбовець, підполковник. Депутат Верховної Ради УРСР 1-го скликання.

## Біографія
Народився 1907 року.
У 1938 році — начальник Тираспольської прикордонної застави, старший лейтенант НКВС СРСР. 
Член ВКП(б).
26 червня 1938 року обраний депутатом Верховної ради УРСР 1-го скликання по Григоріопольській виборчій окрузі № 62 Молдавської АРСР.
З 1938 року — комендант прикордонної ділянки 25-го прикордонного загону НКВС.
З серпня 1941 року — командир Можайського винищувального батальйону НКВС, з жовтня — командир Можайського партизанського загону Управління НКВС Московської області, нагороджений орденом Червоного Прапора.
З лютого 1942 року — начальник відділення Контррозвідувального відділу Управління НКВС Московської області, з квітня — заступник начальника 4-го відділу Управління НКВС Московської області, з липня 1943 року — заступник начальника Управління виправно-трудових лагерів і колоній Управління НКВС Московської області, майор внутрішньої служби. 
Наказом МВС СРСР № 1980 від 31 липня 1954 року звільнений з органів внутрішніх справ.

## Нагороди
- орден Червоного Прапора (16.12.1941).
- орден Червоної Зірки (6.08.1944)
- орден «Знак Пошани» (16.09.1945)
- медалі